# Pisenor plicatus
Pisenor plicatus är en spindelart som först beskrevs av Benoit 1965.  Pisenor plicatus ingår i släktet Pisenor och familjen Barychelidae.
Artens utbredningsområde är Rwanda. Inga underarter finns listade i Catalogue of Life.